# Určení pohlaví
Určení pohlaví organismu bývá během vývoje ovlivněno působícími faktory, buď genetickými, nebo jinými. Některé případy určení pohlaví ovšem stále nejsou prozkoumány. V případě genetického určení je většinou rozlišeno pohlaví se stejnými pohlavními chromozomy (samice savců, samci ptáků) a pohlaví s různými pohlavními chromozomy (samci savců, samice ptáků). Toto určení však někdy může být převáženo jinými vlivy, například hormonální nerovnováhou.

## Typy

Typ Drosophila

### Chromozomální určení
Vykazují teoretický poměr pohlaví 1:1, odpovídající výsledkům křížení homozygotně recesivního jedince a jedince heterozygotního. Tyto organismy mají pár pohlavních chromozomů, takzvaných heterochromozomů.

#### Typ Drosophila
Typ Drosophila je typicky savčí typ určení pohlaví. Samice mají dvě kopie stejného pohlavního chromozomu (XX) a nazývají se proto homogametické pohlaví. Samci mají chromozomy různé a nazývají se heterogametické pohlaví (XY). Toto určení pohlaví se vyskytuje u lidí, většiny dalších savců, většiny hmyzích řádů, některých plazů a převážné většiny dvoudomých rostlin.
Vývoj samčího pohlaví bývá spuštěn aktivací jednoho, nebo více genů ležících na chromozomu Y – případě lidí jde o gen SRY. V některých případech (Drosophila) jsou ovšem určující dvě kopie X dávající vzniku samice. Pokud nemá organismus dvě stejné kopie pohlavního chromozomu, vyvine se z něj samec. K tomuto typu určení pohlaví se přiřazují i případy, kdy je samčí pohlaví určeno jediným pohlavním chromozom, druhý chybí (XO). Samičí pohlaví je určeno výskytem dvou pohlavních chromozomů (tedy XX). Vyskytuje se u rovnokřídlého hmyzu (Orthoptera) a ploštic (Hemiptera) V některých případech může vzniknout samec druhu vlastnícího chromozom Y i absencí chromozomu Y – a tedy s chromozomy XO. To je ale možné jedině u druhů, kde je pohlaví určeno množstvím chromozomů (dva stejné – samice, jeden jiný, nebo chybějící – samec). V tom případě ale bývá samec neplodný.

#### Typ Abraxas
Typ abraxas je typicky ptačí typ určení pohlaví. Samci nesou dvě verze stejného chromozomu (ZZ), jsou pohlaví homogametické. Samice jsou pohlaví heterogametické (chromozómy ZW). Je nazváno podle píďalky angreštové (Abraxas glossulariata). Vyskytuje se u všech ptáků, motýlů, některých ryb, obojživelníků a plazů.

#### Haplodiploidní určení
Haplodiploidní určení pohlaví je vzácnější. U některého hmyzu jsou samice diploidní (mají tedy dvě kopie každého chromozomu) a samci haploidní (s jediným chromozomem z každého páru). Samice vznikají z oplozeného vajíčka, samci z neoplozeného.
Tento způsob určení pohlaví pravděpodobně umožnil vznik eusociality u mravenců a včel.

### Negenetické určení
- Teplota a vlhkost působí během inkubace mláďat mnohých plazů jako znak určující pohlaví.
- Sociální prostředí – Larvy rypohlavce dvouhlavého (Bonellia viridis) se stanou samicemi pokud se vyvíjejí samostatně, a samci, pokud rostou na těle samice.

## Genetické určení pohlaví u člověka
Lidské pohlaví je určeno přísně pomocí genů na pohlavních chromozomech. V diploidní (tělní) buňce člověka jsou pohlavní chromozomy dva, zdravá žena má dva chromozomy X („XX“), zdravý muž má jeden X a jeden chromozom Y („XY“). Chromozomy s geny determinující pohlaví zabezpečují základní poměr pohlaví v potomstvu 1:1.
Proces se rozděluje na primární a sekundární určení pohlaví. V případě primárního určení pohlaví člověka neexistuje žádný „výchozí stav“. Primární určení pohlaví je určení vývoje pohlavních žláz, tzn. tvorbu vaječníku nebo varlete z bipotenciální gonády. Tvorba vaječníků a varlat jsou aktivní procesy řízené geny, které nejsou ovlivněné prostředím. Oba typy se odvíjejí od společné gonády, která vzniká ve 4.–5. týdnu těhotenství. V 6. týdnu se zakládá Müllerův vývod u Wolffovova vývodu, což je část embryonální prvoledviny/mezonephros. Pokud jsou embryu člověka odstraněny bipotenciální gonády, jeho Müllerovy vývody se vyvíjejí, zatímco Wolffův vývod degeneruje. Znamená to, že se dotyčný jedinec vyvíjí jako samice, vlivem matčiných přítomných hormonů. Tento vzorec se objevuje také u některých lidí, kteří se narodili bez funkčních gonád.

### Primární určení pohlaví
Z pozorování chromozomálních aberací (XXY, X0) je zřejmé, že přítomnost (resp. nepřítomnost) chromozomu Y rozhoduje o tom, zda se vyvine muž, (resp. žena). Konkrétně je za to zodpovědný gen SRY sídlící na chromozomu Y. SRY gen kóduje testis determinující faktor (TDF), který začíná vývoj bipotenciální gonády do varlat. U člověka je SRY gen a jeho faktor rozhodujícím faktorem pro určení pohlaví. Takže člověk s pěti chromozomy X a jedním chromozomem Y (XXXXXY) bude muž trpící Klinefelterovým syndromem. Dále jedinec s pouze jedním chromozomem X a bez druhého chromozomu X nebo Y (tzn. XO, Turnerův syndrom) se vyvine jako žena a začne si vytvářet vaječníky. Pro kompletní vývoj vaječníku je zapotřebí druhý chromozom X. Primárním určením pohlaví nevzniká kompletní pohlavní fenotyp.

### Sekundární určení pohlaví
Sekundárnímu určení vládnou hormony. Sekundární určení pohlaví u savců/člověka zahrnuje vývoj mužského a ženského fenotypu v reakci na hormony vylučované vaječníky a varlaty. Muži se vyvíjí penis, semenné váčky a prostata. Ženě se vyvíjí pochva, děložní čípek, děloha, vejcovody, vaječníky a mléčné žlázy. Tyto sekundární pohlavní znaky jsou obvykle určovány hormony vylučovanými z pohlavních žláz. Pokud není přítomen Y chromozom s SRY genem, vyvíjí se bipotenciální gonáda do ovarií/ženského pohlaví. Vaječníky produkují estrogen a estrogen umožňuje vývoj Müllerovy chodby do dělohy, vejcovodů a vrchní části pochvy. Pokud je Y chromosom s SRY genem přítomen, tvoří se dva základní hormony ve varlatech. Prvních z nich je anti-Müller hormon (AMH) ze Sertoliho buněk, který vyvolává regresi Müllerovy chodby, a druhý hormon z Leydigových buněk, testosteron, stimuluje formování nadvarlat, chámovodů, semenných váčků a dále inhibuje formování prsní tkáně. Na vývoj typicky mužských vnějších genitálií má největší vliv přítomnost androgenů, zejména pak dihydrotestorsteronu (DHT). Při absenci gonád nejsou přítomny dva hormony, které se vylučují samčími varlaty, a tak vzniká samičí/ženský fenotyp.
Jakékoli narušení složitých genetických a hormonálních procesů, které se podílejí na determinaci pohlaví, může vést k atypickému vývoji pohlaví a mít za následek atypické/obojetné, nediferencované vnější genitálie při narození. Na konferenci „International Consensus Conference on Intersex“ bylo dohodnuto dle návrhu Lee et al. (2006) používat termín „porucha(y) vývoje pohlaví“ (DSD = Disorders of sex development), který nahradil dříve používané termíny „pseudohermafroditismus”, „intersex” a „změna pohlaví“.

### Geneticky řízený vývoj mužského pohlaví
Vývoj pohlaví je kaskádovitý proces, který zahrnuje koordinované působení mnoha genů a drah. Pro specifickou mužskou dráhu je počátečním spouštěčem gen SRY. Jeho produkt, testis determinující faktor se v pre-Sertoliho buňkách spojí s produkty ostatních genů jako je SOX9 a zahajuje vývoj varlat. Dalšími důležitými geny pro časný vývoj varlat jsou NR0B1, AMH a GATA4. AMH (anti-Müllerův hormon) vylučovaný Sertoliho buňkami hraje klíčovou roli při degeneraci Müllerových struktur (prosamičí orgán) a podpoře vývoje Leydigových buněk ve varleti. Následně androgeny produkované varlaty/Leydigovými buňkami usnadňují vývoj mužských vnitřních orgánů (nadvarlata, chámovody, semenné váčky) a zevních pohlavních orgánů (penis, šourek). Produkce pohlavních hormónů steroidů závisí na neporušené steroidogenní dráze, přičemž všechny steroidní hormony pocházejí z cholesterolu. Počáteční kroky biosyntézy pohlavních hormonů steroidů se překrývají se syntézou mineralokortikosteroidů (aldosteron) a glukokortikosteroidů (kortizol). Bílkovinný hormon INSL3, produkovaný v Leydigových buňkách, hraje roli při vedení sestupu varlat z břicha do šourku. Proces maskulinizace původně pohlavně neutrálních, nediferencovaných vnějších genitálií začíná kolem 8.-9. týdne těhotenství, kdy se ve varlatech produkuje silný androgen DHT (dihydrotestosteron). Enzym 5α-reduktáza je zodpovědný za přeměnu testosteronu produkovaného fetálními Leydigovými buňkami na dihydrotestosteron. Úplné maskulinizace zevních genitálií prostřednictvím dihydrotestrosteronu je obvykle dosaženo do 14. týdne těhotenství.

### Geneticky řízený vývoj ženského pohlaví
Dráha specifická pro ženy je iniciována v nepřítomnosti genu SRY a vyžaduje potlačení signální dráhy genu SOX9. Aktivace signálních drah genů Rspo1/Wnt4/b-catenin a Foxl2 vede k tvorbě vaječníků. Absence anti-Müllerova hormonu umožňuje proliferaci Müllerových struktur, což vede k vytvoření typického vejcovodu, dělohy, děložního hrdla a horní části pochvy. Při absenci sekrece testosteronu i aktivity 5α-reduktázy se pohlavně neutrální zevní genitálie vyvíjejí po ženské dráze.